# تسويق مكثف (دون إذن العميل)
التسويق المكثف (بدون إذن العميل) هو مصطلح منتقص يُشير إلى ترويج منتج من خلال الإعلان المستمر عنه والعروض الترويجية والعلاقات العامة والمبيعات. حيث يعتبر إصدارًا مزعجًا من الطريقة التقليدية للتسويق، والتي من خلالها تركّز الشركات على البحث عن العملاء من خلال الإعلانات. (وقد يكون هناك خلط فيما يتعلق بمصطلح التسويق الخارجي (outbound marketing)، والذي يُستخدم أحيانًا كملصق للتسويق المكثف. ويزيد ذلك من الغموض، حيث إن هذا المصطلح كان له في الماضي معنى مختلف، أي نقل المعلومات حول إمكانية منتج ما نهائي إلى عملاء محتملين بحاجة إليه، مثل الاتصال التسويقي وتسويق منتج ما بطريقة جيدة.)

## أنواع التسويق المكثف
يمكن أن يتم التسويق المكثف بأساليب متنوعة، بعضها مذكور فيما يلي:
- التسويق عبر الهاتف: عمل يرتكز على عرض بضاعة أو خدمة عبر الهاتف[4]
- الإعلان المطبوع: عرض منتج عبر الجرائد والمجلات
- البريد الإلكتروني المباشر: المنشورات الترويجية التي يتم إرسالها مباشرة عبر البريد الإلكتروني[5]
- إرسال بريد إلكتروني غير هام: رسائل البريد الإلكتروني التي يتم إرسالها إلى قوائم بريد كبيرة[6]
- الإعلانات عبر التلفزيون أو الإذاعة: الترويج لمنتج عبر التلفزيون والإذاعة[7]

## فائدة التسويق المكثف
تعتمد فائدة التسويق المكثف في العمل التجاري على ما تود الشركة أن تحققه. إذا كانت الشركة لديها موارد مالية كافية للاستثمار في حملة إعلانية وتود الإدارة الحصول على نتائج سريعة، فقد يكون التسويق المكثف هو الطريقة الأكثر ملاءمة. وتعتمد الكثير من الشركات التجارية على التسويق المكثف لتحقيق مكاسب. وقد أشارت وكالة سايت برو نيوز (Site Pro News) أن الاختلاف بين التسويق بالإذن والتسويق المكثف (بدون إذن) هو أن التسويق المكثف بدون إذن يمكن أن يوفر نتائج سريعة ويتيح طريقة علمية أكثر لقياس المبيعات.

## مشاكل يمكن أن تواجهها مع التسويق المكثف
من خلال التسويق الخارجي، يتوقع المسوقون في الغالب معرفة طرق مختلفة للتعامل مع حالات الرفض التي تأتي من العملاء المحتملين. وأيضًا، فإن للإعلانات تواريخ انتهاء صلاحية وبمجرد الوصول إلى تواريخ انتهاء الصلاحية، تبدأ الحملة من جديد مرة أخرى. لذا، في الغالب يكون عائد الاستثمار في الحملات الإعلانية ضعيفًا معظم الوقت. ويعتبر التسويق الخارجي في الغالب آلية مستهدفة ضعيفة حيث لا يمكن تشخيصها بالنسبة لعملاء مستهدفين. ومع ذلك، فإن الإعلانات في الغالب تقاطع العملاء ولهذا لا يمكن معالجتها من قبل العملاء المحتملين.

## التسويق المكثف بدون إذن والتسويق بالإذن
على النقيض من التسويق المكثف بدون إذن، فإن التسويق بالإذن وجد صدى جيدًا لدى العملاء. وتشمل المكونات الأساسية للتسويق بالإذن المحتوى وتحسين محرك البحث والوسائط الاجتماعية. ومن خلال التسويق بالإذن، يتم تشجيع الشركة لبناء علاقة طويلة المدى مع العملاء؛ الأمر الذي يكون مفيدًا على المدى البعيد. أيضًا يتيح التسويق الداخلي حركة مرور مستهدفة كبرى على مواقع الويب، والتي تزيد من معدلات التحويل. وفي الحقيقة، باستخدام التكنولوجيا، يمكن أن يعتبر التسويق بالإذن طريقة أكثر فاعلية وأقل تكلفة.
وفقًا لبراين هاليجان (ر) مدير ومؤسس HubSpot، فإن تقنيات التسويق المكثف لا تنفكّ أن تصبح أقل فاعلية. إذ قال:
“يتم غمْر متوسط الأشخاص اليوم بما يربو عن 2000 حالة من حالات المقاطعات التسويقية كل يوم ويتم اكتشاف طرق إبداعية أكثر وأكثر لحظرها، بما في ذلك "معرّف المتصل" وتصفية البريد الإلكتروني غير الهام وTiVo وموجات القمر الصناعي Sirius. ثانيًا، فإن تكلفة التنسيق بين تعلم شيء جديد أو تسوّق شيء جديد باستخدام الإنترنت (محركات البحث والمدونات ومواقع الوسائط الاجتماعية) هي الآن أقل من حضور ندوة في فندق ماريوت أو السفر إلى عرض تجاري في لاس فيجاس".
- براين هاليجان، HubSpot
ومع ذلك، فإن معظم الأشخاص قد اعتادوا على التسويق المكثف بدون إذن، وهذا ينتج عنه في الغالب إنفاق الشركات للكثير من ميزانيات التسويق لديهم على التسويق الخارجي. وحتى يتسنى جني ميزات إضافية، فإن بعض الشركات تجمع بين كل من التسويق الداخلي والخارجي وتستفيد من القنوات المتعددة للوصول إلى جماعة مستهدفة كبرى.